# (38287) 1999 RQ64
1999 RQ64 (asteroide 38287) é um asteroide da cintura principal. Possui uma excentricidade de 0.07745990 e uma inclinação de 5.49272º.
Este asteroide foi descoberto no dia 7 de setembro de 1999 por LINEAR em Socorro.